# UEFA Women's Champions League
De UEFA Women's Champions League is het Europees kampioenschap voor clubteams in het vrouwenvoetbal dat door de UEFA wordt georganiseerd. De competitie startte in het seizoen 2001/02 onder de naam UEFA Women's Cup als respons op het populairder wordende vrouwenvoetbal. Voorafgaand aan het seizoen 2009/10 werd de naam gewijzigd in UEFA Women's Champions League.
Het idee om twee nieuwe Europacups voor vrouwen te creëren wordt regelmatig geopperd, om meer wedstrijden aan te bieden.

## UEFA Women's Cup
In tegenstelling tot het mannenvoetbal, was dit het enige Europese toernooi voor clubteams en stond deelname slechts open voor de kampioen van elk land en de titelhouder. De eerste ronden van het toernooi werden in groepen gespeeld. Vanaf de kwartfinale gold het knock-outsysteem. In de finale werden twee wedstrijden gespeeld (op seizoen 2001/02 na) en het totaal bepaalde de winnaar. De UEFA Women's Cup bestond in die vorm tot en met het seizoen 2008/09, hierna werden de naam en opzet gewijzigd.

## UEFA Women's Champions League
In 2009 werd de UEFA Women's Cup omgedoopt tot UEFA Women's Champions League. Het toernooi kent sindsdien nog maar een ronde met mini-toernooien, waarna vanaf de laatste 32 het knock-outsysteem gehanteerd wordt. De finale werd van twee wedstrijden teruggebracht naar een duel en beoogd werd om deze twee dagen voor de finale van de UEFA Champions League te laten spelen. Van de twaalf edities (t/m 2020/21) ging dit zeven keer op, in de seizoenen 2014/15, 2015/16 en van 2018/19-2020/21 werd dit initiatief niet gehaald. Ook werden er voor het eerst meerdere nummers twee van competities toegelaten tot het toernooi. Voorheen mocht alleen het land van de titelhouder een extra club afvaardigen.
2019/20
De finale van 2020 was gepland in Wenen, maar de coronapandemie zorgde ervoor dat deze plannen werden gewijzigd. Het toernooi werd vanaf de kwartfinales uiteindelijk afgewerkt achter gesloten deuren tussen 21 en 30 augustus 2020. Er werd gespeeld in twee stadions (San Mamés in Bilbao en Estadio Anoeta in San Sebastian). In het Estadio Anoeta vond de finale plaats.

## Finales

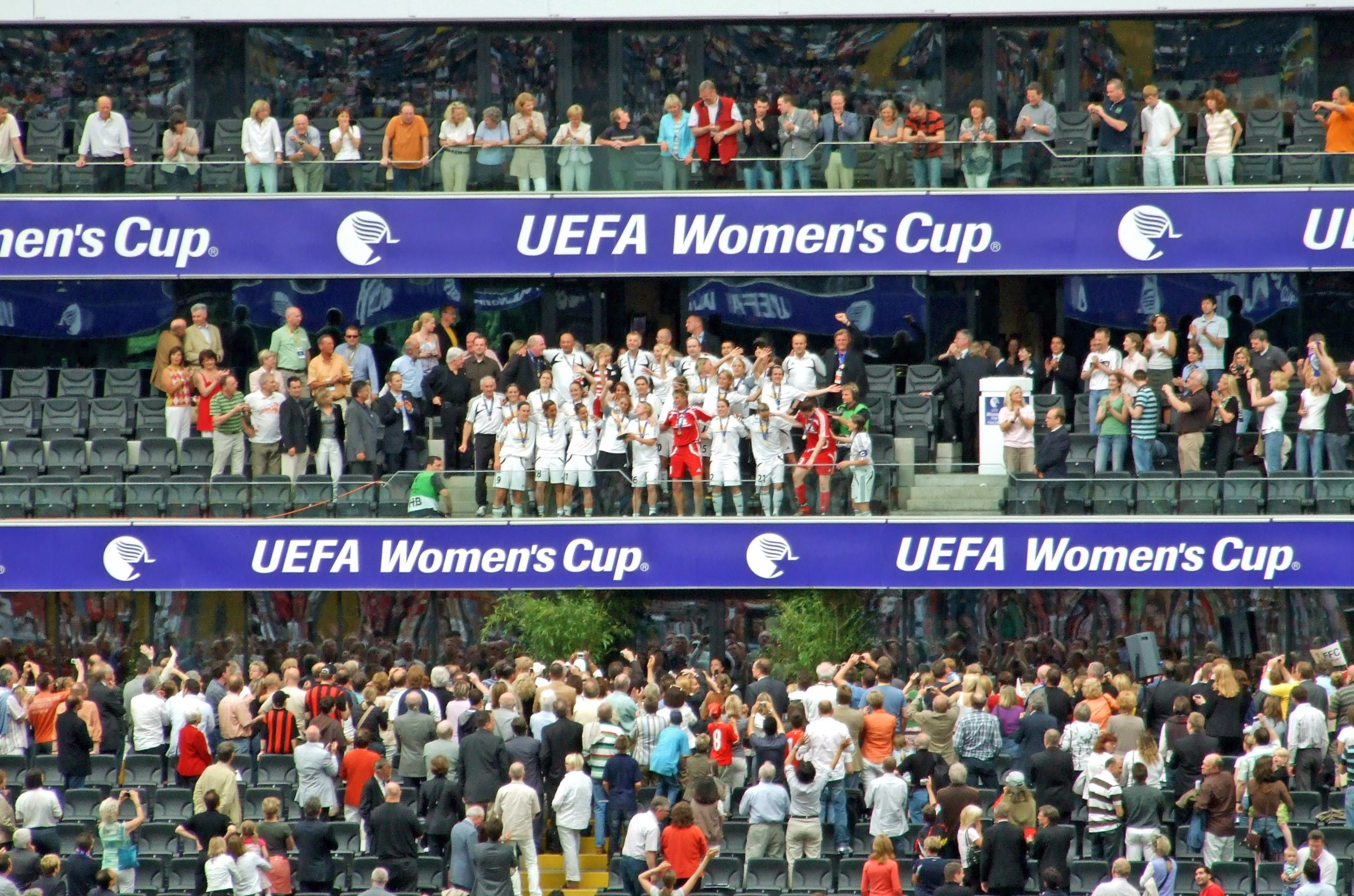
1. FFC Frankfurt na het winnen van de UEFA Women's Cup in 2008.

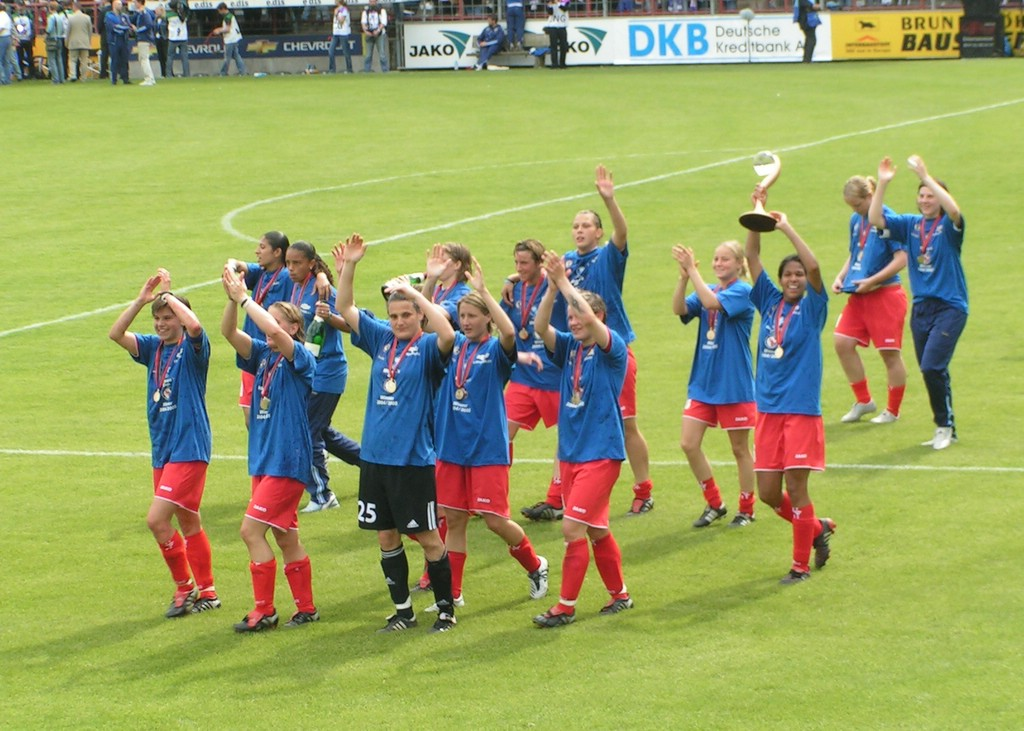
Het Duitse 1. FFC Turbine Potsdam, winnaar van de UEFA Women's Cup in 2005.

| Seizoen | Winnaar         | Uitslag(en)     | Finalist            | Stadion, stad                                      |
| ------- | --------------- | --------------- | ------------------- | -------------------------------------------------- |
| 2001/02 | FFC Frankfurt   | 2 – 0           | Umeå IK             | Waldstadion, Frankfurt am Main                     |
| 2002/03 | Umeå IK         | 4 – 1, 3 – 0    | Fortuna Hjørring    | Finales beslist over twee wedstrijden              |
| 2003/04 | Umeå IK         | 3 – 0, 5 – 0    | FFC Frankfurt       | Finales beslist over twee wedstrijden              |
| 2004/05 | Turbine Potsdam | 2 – 0, 3 – 1    | Djurgården/Älvsjö   | Finales beslist over twee wedstrijden              |
| 2005/06 | FFC Frankfurt   | 4 – 0, 3 – 2    | Turbine Potsdam     | Finales beslist over twee wedstrijden              |
| 2006/07 | Arsenal         | 1 – 0, 0 – 0    | Umeå IK             | Finales beslist over twee wedstrijden              |
| 2007/08 | FFC Frankfurt   | 1 – 1, 3 – 2    | Umeå IK             | Finales beslist over twee wedstrijden              |
| 2008/09 | FCR Duisburg    | 6 – 0, 1 – 1    | Zvezda Perm         | Finales beslist over twee wedstrijden              |
| 2009/10 | Turbine Potsdam | 0 – 0 ns (7– 6) | Olympique Lyon      | Coliseum Alfonso Pérez, Getafe                     |
| 2010/11 | Olympique Lyon  | 2 – 0           | Turbine Potsdam     | Craven Cottage, Londen                             |
| 2011/12 | Olympique Lyon  | 2 – 0           | FFC Frankfurt       | Olympiastadion, München                            |
| 2012/13 | VfL Wolfsburg   | 1 – 0           | Olympique Lyon      | Stamford Bridge, Londen                            |
| 2013/14 | VfL Wolfsburg   | 4 – 3           | Tyresö FF           | Estádio do Restelo, Lissabon                       |
| 2014/15 | FFC Frankfurt   | 2 – 1           | Paris Saint-Germain | Friedrich-Ludwig-Jahn-Sportpark, Berlijn           |
| 2015/16 | Olympique Lyon  | 1 – 1 ns (4–3)  | VfL Wolfsburg       | Mapei Stadium - Città del Tricolore, Reggio Emilia |
| 2016/17 | Olympique Lyon  | 0 – 0 ns (7–6)  | Paris Saint-Germain | Cardiff City Stadium, Cardiff                      |
| 2017/18 | Olympique Lyon  | 0 – 0 ns (4–1)  | VfL Wolfsburg       | Valeri Lobanovskystadion, Kiev                     |
| 2018/19 | Olympique Lyon  | 4 – 1           | FC Barcelona        | Groupama Arena, Boedapest                          |
| 2019/20 | Olympique Lyon  | 3 – 1           | VfL Wolfsburg       | Estadio Anoeta, San Sebastián                      |
| 2020/21 | FC Barcelona    | 4 – 0           | Chelsea             | Gamla Ullevi, Göteborg                             |
| 2021/22 | Olympique Lyon  | 3 – 1           | FC Barcelona        | Juventus Stadium, Turijn                           |
| 2022/23 | FC Barcelona    | 3 – 2           | VfL Wolfsburg       | Philips Stadion, Eindhoven                         |
| 2023/24 | FC Barcelona    | 2 – 0           | Olympique Lyon      | San Mamés, Bilbao                                  |
| 2024/25 | Arsenal WFC     | 1 – 0           | FC Barcelona        | Estádio José Alvalade, Lissabon                    |
| 2025/26 |                 | –               |                     | Ullevaalstadion, Oslo                              |

### Prestaties naar team
| Team                | W   | F   | Jaren winnaar                                  | Jaren verliezend finalist |
| ------------------- | --- | --- | ---------------------------------------------- | ------------------------- |
| Olympique Lyon      | 080 | 030 | 2011, 2012, 2016, 2017, 2018, 2019, 2020, 2022 | 2010, 2013, 2024          |
| FFC Frankfurt       | 04  | 02  | 2002, 2006, 2008, 2015                         | 2004, 2012                |
| FC Barcelona        | 03  | 03  | 2021, 2023, 2024                               | 2019, 2022, 2025          |
| VfL Wolfsburg       | 02  | 04  | 2013, 2014                                     | 2016, 2018, 2020, 2023    |
| Umeå IK             | 02  | 03  | 2003, 2004                                     | 2002, 2007, 2008          |
| Turbine Potsdam     | 02  | 02  | 2005, 2010                                     | 2006, 2011                |
| Arsenal             | 02  | 0   | 2007, 2025                                     |                           |
| FCR Duisburg        | 01  | 0   | 2009                                           |                           |
| Paris Saint-Germain | 0   | 02  |                                                | 2015, 2017                |
| Fortuna Hjørring    | 0   | 01  |                                                | 2003                      |
| Djurgården/Älvsjö   | 0   | 01  |                                                | 2005                      |
| Zvezda Perm         | 0   | 01  |                                                | 2009                      |
| Tyresö FF           | 0   | 01  |                                                | 2014                      |
| Chelsea             | 0   | 01  |                                                | 2021                      |

### Prestaties naar land
| Land       | W   | F   | Clubs (x winnaar/x finalist)                                                     |
| ---------- | --- | --- | -------------------------------------------------------------------------------- |
| Duitsland  | 090 | 070 | FFC Frankfurt (4/2) Turbine Potsdam (2/2) VfL Wolfsburg (2/3) FCR Duisburg (1/-) |
| Frankrijk  | 08  | 05  | Olympique Lyon (8/3) Paris Saint-Germain (-/2)                                   |
| Spanje     | 03  | 03  | FC Barcelona (3/3)                                                               |
| Zweden     | 02  | 05  | Umeå IK (2/3) Djurgården/Älvsjö (-/1) Tyresö FF (-/1)                            |
| Engeland   | 02  | 01  | Arsenal (2/-) Chelsea (-/1)                                                      |
| Denemarken | 0   | 01  | Fortuna Hjørring (-/1)                                                           |
| Rusland    | 0   | 01  | Zvezda Perm (-/1)                                                                |

## Uitzendrechten
In 2021 was de finale van dit kampioenschap in Nederland te zien bĳ Ziggo Sport.
In het seizoen 2023/'24 waren de wedstrijden van Ajax en de knock-outwedstrijden in Nederland te zien op NPO bĳ de NOS. Ajax is de eerste Nederlandse club die voor het eerst aan dit kampioenschap deelneemt en daarom vond de NOS het relevant om de wedstrijden op het open net uit te zenden.
Met ingang van het seizoen 2025/26 zendt Disney+ exclusief alle wedstrijden van de UEFA Women's Champions League uit in Europa. De streamingsdienst ging een contract van vijf seizoenen aan.
UEFA Women's Cup: 2001/02 · 2002/03 · 2003/04 · 2004/05 · 2005/06 · 2006/07 · 2007/08 · 2008/09

UEFA Women's Champions League: 2009/10 · 2010/11 · 2011/12 · 2012/13 · 2013/14 · 2014/15 · 2015/16 · 2016/17 · 2017/18 · 2018/19 · 2019/20 · 2020/21 · 2021/22 · 2022/23 · 2023/24 · 2024/25